# درة بوزيد
درة بوزيد (1933 - 24 سبتمبر 2023)، صحفية تونسية، صيدلانية، ناقدة فنية ونسوية.
ولدت درة بوزيد في صفاقس. بعد وفاة والدها، انتقلت والدتها الشريفة إلى نابل في أوائل ثلاثينات القرن العشرين حيث درّست في مدرسة ابتدائية وتزوجت من الكاتب محمود المسعدي. تم تعليم درة وأختها في مدرسة ليتشي الفرنسية.
في أواخر أربعينيات القرن المذكور، درست بوزيد في مدرسة الفنون الجميلة في تونس. ومع ذلك، أصرت والدتها على تدريسها الصيدلة لتكون مكتفية ذاتيا، فالتحقت بكلية الصيدلة في باريس في عام 1951. وانضمت إلى جمعية الطلاب المسلمين في شمال أفريقيا (AEMNA)، وساعدت في تنظيم صحيفة تجمع بين القومية والنقابية، قبل العودة إلى تونس لممارسة مهنة الصيدلة لتكون بعد ذلك ثاني صيدلانية تونسية مسلمة.
قام محرر الصحيفة الوطنية «آكشن» بتجنيد بوزيد لكتابة عمود نسائي، والذي أصبح صفحة كاملة بعنوان «العمل الأنثوي»، وفي عام 1955 نشرت هناك «قانون الدعوة للتحرير» الذي يطالب بالحقوق الكاملة للمرأة. أصدر بورقيبة قانون الأحوال الشخصية وتحديث القانون فيما يتعلق بالنساء، وفي عام 1959 أصبحت بوزيد رئيسة تحرير المجلة النسائية فايزة، التي أسستها مؤخراً صفية فرحات، وفي أوائل الستينيات تم إرسال درة من قبل بورقيبة في مهمة دبلوماسية غير رسمية في المغرب.
كانت درة بوزيد محور فيلم وثائقي عام 2012 أنجزه وليد طايع: «درة بوزيد، امراة تونسية، مناضلة».

## العمل
- مدرسة تونس: العصر الذهبي للرسم التونسي، 1995